# Acco super bulldozer

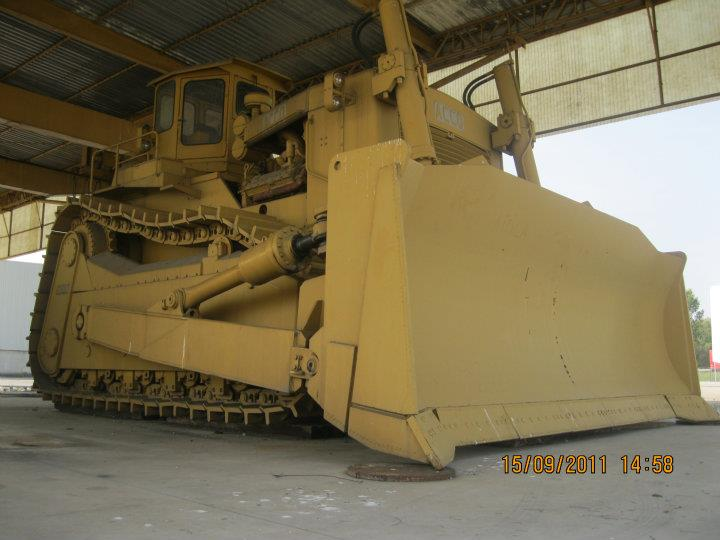

El Acco Super Bulldozer es el bulldozer de orugas más grande y más potente que se haya fabricado. Fue construido en Portogruaro en el norte de Italia, por la empresa Umberto Acco. El súper bulldozer Acco se construyó principalmente con piezas de Caterpillar, sin embargo, muchos otros componentes fueron especialmente adaptados. La hoja topadora, por ejemplo, es más grande que cualquier cosa que Caterpillar haya fabricado. Esta excavadora tiene un peso bruto de 183 toneladas y está propulsada por dos motores Caterpillar de 675 hp (503 kW) situados en posición opuesta horizontalmente, que ofrecen una potencia total combinada de 1350 hp (1010 kW). El superbulldozer tiene una cuchilla de 7,0 m de ancho y 2,7 m de altura, mientras que la longitud total del bulldozer es de más de 12 m, desde la punta de la cuchilla hasta el desgarrador en hay. El desgarrador solo mide unos 3.0 m de altura y está alimentado por enormes arietes hidráulicos.
Esta excavadora se construyó inicialmente para ser exportada a Libia a principios de la década de 1980 para ayudar en el desarrollo de la tierra. Como el presidente de Libia, el coronel Gaddafi, estaba muy involucrado con el terrorismo internacional en ese momento, las Naciones Unidas respaldaron y embargos comerciales sancionados en ese país. Como una consecuencia directa de estas restricciones comerciales, el Acco Dozer completado nunca fue enviado a su destino previsto. Esta niveladora nunca se ha puesto a ningún uso operacional y se puso en almacenamiento donde fue construido.
Acco cesó su existencia cuando tanto Umberto Acco, el fundador, y poco después, su hijo, murieron. No dejaron ningún legado a la gerencia de la compañía Acco.